# Anna (1987)
Anna é um filme norte-americano de 1987, do gênero drama, dirigido por Yurek Bogayevicz  e estrelado por Sally Kirkland e Robert Fields.

## Sinopse
Anna é uma atriz famosa em sua Tchecoeslováquia natal, exilada em Nova Iorque desde a invasão perpetrada pela União Soviética e aliados em 1968. Agora, incapaz de manter seu status de estrela na selva norte-americana, ela é obrigada a inscrever-se em humilhantes testes, conduzidos por diretores insensíveis que não têm a menor pista de quem ela seja. Quando sua fã Krystyna chega da Europa à sua procura, ambas tiram forças uma da outra para sobreviver às indignidades que a vida está a lhes oferecer.

## Principais premiações
| Patrocinador                                            | Prêmio                   | Categoria                                                 | Situação                   |
| ------------------------------------------------------- | ------------------------ | --------------------------------------------------------- | -------------------------- |
| Academia de Artes e Ciências Cinematográficas           | Oscar                    | Melhor Atriz (Sally Kirkland)                             | Indicado                   |
| Associação de Correspondentes Estrangeiros de Hollywood | Golden Globe             | Melhor Atriz em Filme Dramático (Sally Kirkland)          | Vencedor                   |
| Film Independent                                        | Independent Spirit Award | Melhor Filme Melhor Atriz (Sally Kirkland) Melhor Roteiro | Indicado Vencedor Indicado |

[carece de fontes?]

## Elenco
| Ator/Atriz            | Personagem          |
| --------------------- | ------------------- |
| Sally Kirkland        | Anna                |
| Robert Fields         | Daniel              |
| Paulina Porizkova     | Krystyna            |
| Gibby Brand           | Primeiro diretor    |
| John Robert Tillotson | Segundo diretor     |
| Julianne Gilliam      | Autora              |
| Joe Aufiery           | Diretor de palco    |
| Lance Davis           | Primeiro Assistente |
| Deirdre O'Connell     | Segunda Assistente  |